# Daiana Cardone
Daiana Cardone (1 de janeiro de 1989) é uma futebolista argentina que atua como defensora.

## Carreira
Daiana Cardone integrou o elenco da Seleção Argentina de Futebol Feminino, nas Olimpíadas de 2008.